# Mato Grosso do Sul
Mato Grosso do Sul is een van de 26 deelstaten van Brazilië. De staat met de standaardafkorting MS heeft een oppervlakte van ca. 357.146 km2 en ligt in het zuiden van de regio Centraal-West. Ze wordt begrensd door Mato Grosso in het noorden, Goiás in het noordoosten, Minas Gerais en São Paulo in het oosten, Paraná in het zuidoosten, Paraguay in het zuiden en zuidwesten en Bolivia in het westen. In 2017 had de staat 2.713.147 inwoners. De hoofdstad is Campo Grande. Andere belangrijke steden zijn Dourados, Corumbá en Três Lagoas.
De Pantanal bedekt het uiterste westen van de staat en de laagvlakte het noordwesten. De hoogvlakte met het randgebergte van Bodoquena neemt het oosten in beslag. De voornaamste rivieren zijn de Paraguai, Paraná, Paranaíba, Miranda, Aquidauana, Taquiri, Rio Negro, Apa en de Correntes.
De economie is gebaseerd op landbouw (soja, maïs, rijst, suikerriet), veeteelt, mijnbouw (ijzer, mangaan, kalk) en op de verwerkingsindustrie daarvan.
De staat heeft 1,3% van de Braziliaanse bevolking en produceert 1,5% van het BBP van het land.

## Geschiedenis
Aan het begin van de 20e eeuw ontstond er een afscheidingsbeweging met een opstand geleid door kolonel Mascarenhas, die in het neerslaan van de rebellie resulteerde, hoewel in het noorden de opstand voortduurde.
Tijdens de Constitutionalistische Revolutie van 1932 ging het zuiden mee met deze beweging onder voorwaarde dat er een deling zou komen. Op 1 oktober 1977 werd Mato Grosso eindelijk gesplitst en op 1 januari 1979 werd het zuidelijk deel als Mato Grosso do Sul als nieuwe deelstaat ingesteld met een gouverneur en een Grondwetgevende Vergadering. De eerste verkiezing vond plaats in 1982. De regering rechtvaardigde de deling met verwijzing naar de zeer grote oppervlakte van de oude staat die een effectieve administratie in de weg stond alsmede de grote ecologische verschillen tussen de beide delen ervan.

## Belangrijke steden
In orde van grootte:
| Stad                                            | Inwoners |
| ----------------------------------------------- | -------- |
| Campo Grande                                    | 874.210  |
| Dourados                                        | 218.069  |
| Três Lagoas                                     | 117.477  |
| Corumbá                                         | 109.899  |
| Ponta Porã                                      | 89.592   |
| Bron: (pt) IBGE - Populatie volgens census 2017 |          |

## Bestuurlijke indeling
De deelstaat Mato Grosso do Sul is ingedeeld in 4 mesoregio's, 11 microregio's en 77 gemeenten.

## Economie
De dienstensector is de grootste component van BBP met 46,1%, gevolgd door de industriële sector met 22,7%. Landbouw vertegenwoordigt 31,2% van BBP (2004). Mato Grosso do Sul exporteert: sojaboon 34,9%, varkensvlees en kip 20,9%, rundvlees 13,7%, erts 8%, leer 7,4%, hout 5,1% (2002).
Aandeel van de Braziliaanse economie: 1% (2005).

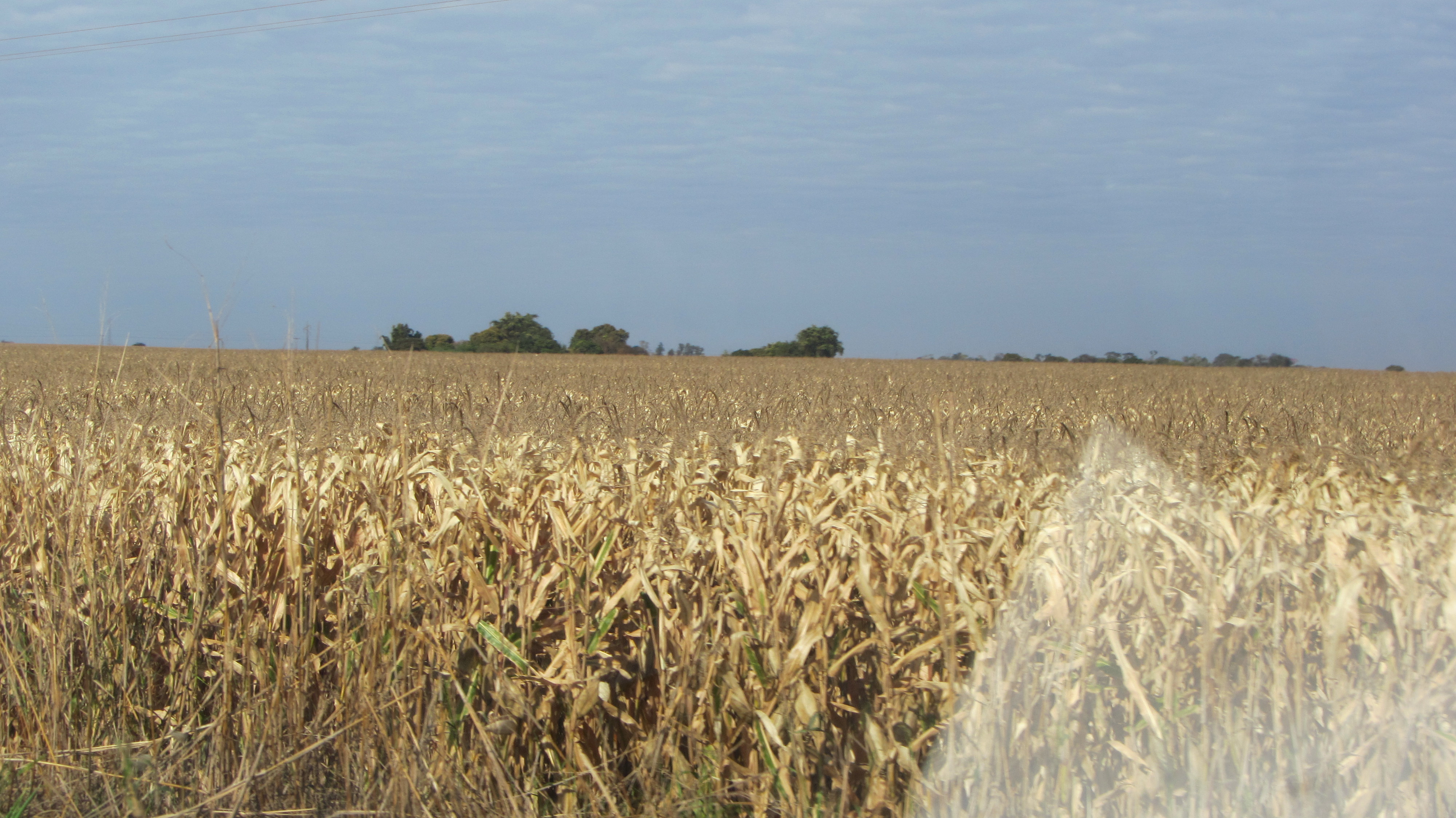
Maïs in Dourados

Volgens gegevens uit 2020, als Mato Grosso do Sul een land was, zou het de vijfde grootste producent van oliezaden ter wereld zijn.  In 2020 was Mato Grosso do Sul de 5e grootste graanproducent in het land, met 7,9%. In sojaboon, produceerde 10,5 miljoen ton in 2020, een van de grootste producerende staten in Brazilië, rond de 5e plaats.  Het is de vierde grootste producent van suikerriet, met ongeveer 49 miljoen ton geoogst in de oogst 2019/20. In 2019 was Mato Grosso do Sul ook een van de grootste producenten van maïs in het land met 10,1 miljoen ton. Bij de productie van cassave produceerde Brazilië in 2018 in totaal 17,6 miljoen ton. Mato Grosso do Sul was de zesde grootste producent van het land, met 721 duizend ton.
De staat heeft de op drie na grootste rundveestapel in Brazilië, met in totaal 21,4 miljoen runderen. De staat is een belangrijke exporteur van rundvlees, maar ook van gevogelte en varkensvlees. In de pluimveehouderij telde de staat in 2017 een koppel van 22 miljoen vogels. In varkensvlees, in 2019, Mato Grosso do Sul slachtte meer dan 2 miljoen dieren. De staat bezet de 7e Braziliaanse positie in de varkenshouderij en zal de komende jaren de 4e grootste Braziliaanse producent worden.
In 2017 had Mato Grosso do Sul 0,71% van de nationale mineralenparticipatie (6e plaats in het land). Mato Grosso do Sul had een productie van ijzererts (3,1 miljoen ton met een waarde van R $ 324 miljoen) en mangaan (648 duizend ton met een waarde van R $ 299 miljoen).
Mato Grosso do Sul had in 2017 een industrieel bbp van R $ 19,1 miljard, wat overeenkomt met 1,6% van de nationale industrie. Er werken 122.162 werknemers in de industrie. De belangrijkste industriële sectoren zijn: openbare nutsvoorzieningen, zoals elektriciteit en water (23,2%), bouw (20,8%), voeding (15,8%), pulp en papier (15,1%) en aardoliederivaten en biobrandstoffen (12,5%). Deze 5 sectoren concentreren 87,4% van de industrie van de staat.
In de stad Três Lagoas is de productie van papier en cellulose aanzienlijk. Mato Grosso do Sul registreerde een groei boven het nationale gemiddelde in de productie van cellulose, bereikte de grens van 1 miljoen hectare geplante eucalyptus, breidde zijn industriepark in de sector uit en consolideerde zichzelf als de grootste exporteur van het product in het land in de eerste kwartaal van 2020. Tussen 2010 en 2018 steeg de productie in het zuiden van Mato Grosso met 308%, tot 17 miljoen kubieke meter rondhout voor papier en cellulose in 2018. In 2019 bereikte Mato Grosso do Sul de leiding over de export in de product in het land, met 9,7 miljoen ton verhandeld: 22,20% van de totale Braziliaanse pulp-export dat jaar.